# Don Giovanni in Sicilia (miniserie televisiva)
Don Giovanni in Sicilia è uno sceneggiato televisivo del 1977 diretto da Guglielmo Morandi, tratto dal romanzo omonimo di Vitaliano Brancati, adattato da Giuseppe Cassieri e trasmesso in tre puntate.
Lo sceneggiato è basato sul romanzo breve, scritto a Zafferana Etnea nel 1940, pubblicato successivamente nel 1941. È il primo romanzo del cd. gallismo teorizzato da Brancati. Il protagonista è impersonato dal cantante-attore Domenico Modugno. Fra gli altri interpreti figurano anche l'attrice Rosanna Schiaffino e l'attore Leopoldo Trieste.

## Trama
In una città come Catania, appena uscita dalla guerra, vive una società variegata. Accanto alla decaduta e spiantata aristocrazia di origine feudale si muovono i soliti personaggi delle piazze e delle vie principali: il farmacista, il commendatore, il barone, l'avvocato, il cavaliere, i giovani rampanti spinti dal «germe dei viaggi», tutti riuniti nel solito rinomato bar, fulcro e centro vitale di una espansione urbana inaspettata. Un bar che si trasforma in salotto improvvisato dove osservare le donne più belle, uomini innegabilmente attratti da «I piaceri del discorrere della donna».
All'appassionata ricerca di donne e di avventure fugaci pensa sempre Giovanni Percolla, il quarantenne commerciante che vive in una casa grande, arredata con mobili antichi, circondato dall'affetto fin troppo premuroso e castrante di tre sorelle non sposate e dell'anziana domestica Agatina.
Giovanni passeggia con il gruppo di amici, Ciccio e Saretto Muscarà, incantati nel ricordare le descrizioni poetiche di don Procopio, attorniato sempre da giovani, che all'arrivo in città delle nuove "donnine", animava le serate altrimenti noiose. Inoltre, Ciccio ha il problema di dover nascondere ai genitori, di ritorno da Taormina, l'ultima invenzione della scienza in campo sessuale: una bambola-statua di ceralacca importata da Parigi che commuove perfino le generazioni più anziane, tale è la precisione dei dettagli e le movenze sensuali.
Ninetta dei Marconella, la ragazza più ambita di Catania, non perde occasione di mandare sguardi "pubblici" a Giovanni, suscitando invidie e perplessità tra amici e conoscenti.

## Critica
La prima [puntata] è apparsa ben costruita dalla sceneggiatura di Giuseppe Cassieri ed egregiamente diretta da Guglielmo Morandi. La Sicilia descritta nel libro ha avuto una sua accurata e puntuale estrinsecazione visiva; i campioni di « gallismo » che nella narrativa di Brancati posseggono vivo risalto, sono guardati con il medesimo acume che li caratterizza nell'ironia della pagina scritta.

## Distribuzione
Andato in onda sulla Rete 1 dal 2 al 16 gennaio 1977, mentre la replica è stata trasmessa di pomeriggio sulla Rete 2 dal 24 febbraio al 2 marzo 1982. Ancora una volta venne trasmessa su Rete 3 dal 23 al 29 settembre 1983.